# Leucostoma meridianum
Leucostoma meridianum là một loài ruồi trong họ Tachinidae.